# Joaquín Turina Pérez
Joaquín Turina Pérez (Sevilla, 9 december 1882 – Madrid, 14 januari 1949), doorgaans aangeduid als Joaquín Turina, was een Spaans componist, dirigent en muziekpedagoog.

## Levensloop
Joaquín Turina werd geboren in een middenstandsfamilie, in een artistieke omgeving die een goede invloed op hem als toekomstige musicus had. Op vierjarige leeftijd kreeg hij een accordeon en verbaasde iedereen hoe spoedig en geschikt hij die leerde bespelen. In zijn geboortestad, de hoofdstad van de provincie Andalusië, begon hij zijn muzikale studie harmonieleer en contrapunt bij García Torres en piano bij Enrique Rodríguez. In 1902 ging hij studeren aan het Real Conservatorio Superior de Música de Madrid te Madrid en daar werd José Tragó zijn leraar. In deze tijd ontstond ook zijn Bijbelse zarzuela La sulamita.
Van 1905 tot 1914 was hij in Parijs. Dit lange verblijf had een beslissende uitwerking op zijn verdere ontwikkeling. Hij studeerde piano bij Moritz Moszkowski (1854–1925) en compositieleer bij Vincent d'Indy aan de Schola Cantorum de Paris, waar speciale aandacht bestond voor oude muziek en polyfonie. In deze tijd absorbeerde hij vele nieuwe invloeden en kwam in contact met andere grote figuren uit het muziek- en cultuurleven in Parijs. Zo werd hij bevriend met Claude Debussy, Maurice Ravel en Florent Schmitt.
Zijn eerste werken waren beïnvloed door moderne tendenties, maar Isaac Albéniz moedigde hem aan zich op de Andalusische muzikale bronnen te concentreren. Deze verandering in oriëntering werd al duidelijk in zijn pianosuite Sevilla van 1908, maar vooral in zijn Strijkkwartet in 1910. Al voor het einde van zijn Parijse tijd was Turina zeer bekend in Madrid, omdat Enrique Fernández Arbós zijn symfonisch gedicht La Procesión del Rocío daar met groot succes had gedirigeerd. Nadat hij in 1914 tijdens de Eerste Wereldoorlog naar Madrid terugkwam, werkte hij bij het Teatro Real en aan het Real Conservatorio Superior de Música de Madrid. Als dirigent kon hij het publiek veel van zijn eigen werken voorspelen. In 1921 won hij in San Sebastian een prijs voor zijn Sinfonía sevillana. Belangrijk voor zijn prestige was ook het succes van zijn zarzuela Jardín de Oriente in 1923 in het Madrileense Teatro Real.

## Composities

### Werken voor orkest
- 1908 Sevilla, Suite pintoresca (piano, later bewerkt voor orkest), opus 2
- 1912 La Procesión del Rocío, symfonisch gedicht, opus 9
- 1912 Evangelio, poema sinfonico, opus 12
- 1920 Danzas fantásticas, opus 22
  1. Exultation
  2. Ensueño
  3. Orgía
- 1920 Sinfonía sevillana, opus 23
  1. Panorama
  2. Por el río Guadalquivir
  3. Fiesta en San Juan de Aznalfarache
- 1925 La Oración del Torero, voor strijkkwartet en strijkorkest, opus 34
- 1928 Ritmos - Fantasía coreográfica, opus 43
  1. Preludio (Lento)
  2. Danza lejana (Andantino)
  3. Vals trágico (Allegretto)
  4. Garrotín (Allegretto rítmico)
  5. Intermedio (Lento)
  6. Danza exótica (Moderato)
- 1931 El Castillo de Almodóvar, opus 65
- 1931 Rapsodia Sinfónica, voor piano en strijkers, opus 66

### Werken voor banda (harmonieorkest)
- 1901 A Nuestro Padre Jesús de la Pasión, Marcha cristiana
- 1912 La Procesión del Rocío, symfonisch gedicht, opus 9
  1. Triana en fiesta
  2. La procesión
- 1914 Feestelijke mars (Tarde de Jueves a noche de Viernes Santo en Sevilla) uit "Margot"
- 1920 Sinfonia Sevillana
  1. Panorama
  2. Por el río Guadalquivir
  3. Fiesta en San Juan de Aznalfarache

### Muziektheater

#### Opera's
| Voltooid in | titel                           | aktes   | première        | libretto                                    |
| ----------- | ------------------------------- | ------- | --------------- | ------------------------------------------- |
| 1914        | Margot, opus 11                 | 3 aktes | 1914, Madrid    | Gregorio Martínez Serra                     |
| 1917        | La adúltera penitente, opus 18a | 3 aktes | 1917, Barcelona | Gregorio Martínez Serra naar Agustín Moteto |

#### Zarzuelas
| Voltooid in | titel                                  | aktes  | première                           | libretto                                           |
| ----------- | -------------------------------------- | ------ | ---------------------------------- | -------------------------------------------------- |
| 1900        | La Sulamita, Bijbelse zarzuela, opus 3 |        |                                    |                                                    |
| 1904        | La Copla                               |        | 1904, Sevilla, Teatro Cervantes    | Joaquín Labios González                            |
| 1905        | Fea y con gracia                       |        | 3 mei 1905, Madrid, Teatro Moderno | Joaquín Álvarez Quintero, Serafín Álvarez Quintero |
| 1916        | Navidad, opus 16                       |        |                                    |                                                    |
| 1922        | Jardín de Oriente, opus 25             | 1 akte | 1923, Madrid                       | Gregorio Martínez Serra                            |
| 1923        | La Anunciación, opus 27                |        |                                    |                                                    |
| 1930        | Pregón de flores                       |        |                                    |                                                    |

### Liederen
- 1914 Rimas de Bécquer, opus 6
- 1923 Poema en forma de Canciones, opus 19
- 1923 Tres Arias, opus 26
- 1926 Corazón de Mujer, opus 39
- 1927 Two songs, opus 38
- 1929 Tríptico, opus 45
- 1930 Tres Sonetos, opus 54
- 1930 Saeta en flor de salva a la Virgen de Esperanza, opus 60
- 1932 Vocalizaciones, opus 74
- 1933 Tres poemas, opus 81
- 1935 Homenaje a Lope de Vega, opus 90
- Ave María, opus 95

### Kamermuziek
- 1907 Quinteto, voor strijkerkwartet en piano, opus 1
- 1908 Sonata española, voor viool en piano
- 1911 De la Guitarra, voor strijkkwartet, opus 4
- 1912 Escena Andaluza, voor altviool, piano en strijkkwartet, opus 7
- 1924 El poema de una Sanluqueña, voor viool en piano, opus 28
- 1925 Oración del Torero, voor strijkers, opus 34
- 1926 Trío, voor piano, altviool en cello, opus 35
- 1929 Recuerdos del Antiguo España, voor fluit en strijkkwartet, opus 48
- 1929 Sonata, voor viool en piano, opus 51
- 1931 Cuarteto, voor viool, altviool, cello en piano, opus 67
- 1932 Variaciones Clásicas, voor viool en piano, opus 72
- 1923 Trío, voor piano, altviool en cello, opus 76
- 1934 Sonata, voor viool en piano, opus 82
- 1935 Serenata, voor strijkkwartet, opus 87
- 1942 Círculo, voor viool, cello en piano, opus 91
- 1942 Las Musas de Andalucía, voor zang, strijkkwartet en piano, opus 93
- 1945 Tema y variaciones, voor harp en piano, opus 100
- 1945 Homenaje a Navarra, voor viool en piano, opus 102

### Werken voor orgel
- 1913 Preludio, opus 10
- 1914 Musette, opus 13

### Werken voor piano
- 1909 Sevilla, suite pintoresca, opus 2
- 1909 Sonata romántica, opus 3
- 1911 Rincones Sevillanos, opus 5
- 1912 Danzas Andaluzas, opus 8
- 1915 Recuerdos de mi rincón, opus 14
- 1916 Álbum de Viaje, opus 15
- 1917 Mujeres Españolas, opus 17
- 1918 Cuentos de España, opus 20
- 1918 Niñerías, opus 21
- 1922 Sanlúcar de Barrameda, opus 24
- 1924 El Cristo de la Calavera, opus 30
- 1924 Jardines de Andalucía, opus 31
- 1925 La Venta de los Gatos, opus 32
- 1925 La Oración al Torero, opus 34
- 1927 El barrio de Santa Cruz, opus 33
- 1927 La Leyenda de la Giralda, opus 40
- 1927 Danzas sobre temas populares, opus 41
- 1927 Verbena Madrileña, opus 42
- 1927 Ritmos, opus 43
- 1928 Mallorca, opus 44
- 1929 Evocaciones, opus 46
- 1929 Cuentos de España, opus 47
- 1929 Recuerdos de la antigua España, opus 48
- 1929 Viaje marítimo, opus 49
- 1929 Tocata y Fuga, opus 50
- 1929 Miniaturas, opus 52
- 1930 Cinco danzas Gitanas, opus 55
- 1930 Niñerías 2, opus 56
- 1930 Partita, opus 57
- 1930 Tarjetas Postales, opus 58
- 1930 Sonata fantasía, opus 59
- 1931 Radio Madrid, opus 62
- 1931 Jardín de niños, opus 63
- 1931 Pieza romántica, opus 64
- 1931 El castillo de Almodóvar, opus 65
- 1931 El Círculo, opus 68
- 1932 Siluetas, opus 70
- 1932 En la Zapatería, opus 71
- 1932 Mujeres Españolas, opus 73
- 1932 Fantasía italiana, opus 75
- 1932 El Poema Infinito, opus 77
- 1933 Rincones de Sanlúcar, opus 78
- 1933 Bailete, opus 79
- 1933 Preludios, opus 80
- 1934 Fantasía sobre cinco notas, opus 83
- 1934 Danzas gitanas, opus 84
- 1934 Ofrenda, opus 85
- 1934 Hipócrates, opus 86
- 1935 Concierto sin orquestra, opus 88
- 1935 Mujeres de Sevilla, opus 89
- 1935 En el Cortijo, opus 92
- 1943 Fantasía del reloj. opus 94
- 1943 Por las calles de Sevilla, opus 96
- 1943 Rincón mágico, opus 97
- 1944 Poema fantástico, opus 98
- 1944 Contemplación, opus 99
- 1945 Linterna mágica, opus 101
- 1945 Fantasía cinematográfica, opus 103
- 1945 Desde mi Terraza, opus 104
- Sinfonía del Mar

### Werken voor gitaar
- 1923 Sevillana, opus 29
- 1926 Fandanguillo, opus 36
- 1930 Ráfaga, opus 53
- 1931 Sonata, opus 61
- 1932 Homenaje a Tárrega, opus 69